# Museu Érico Veríssimo

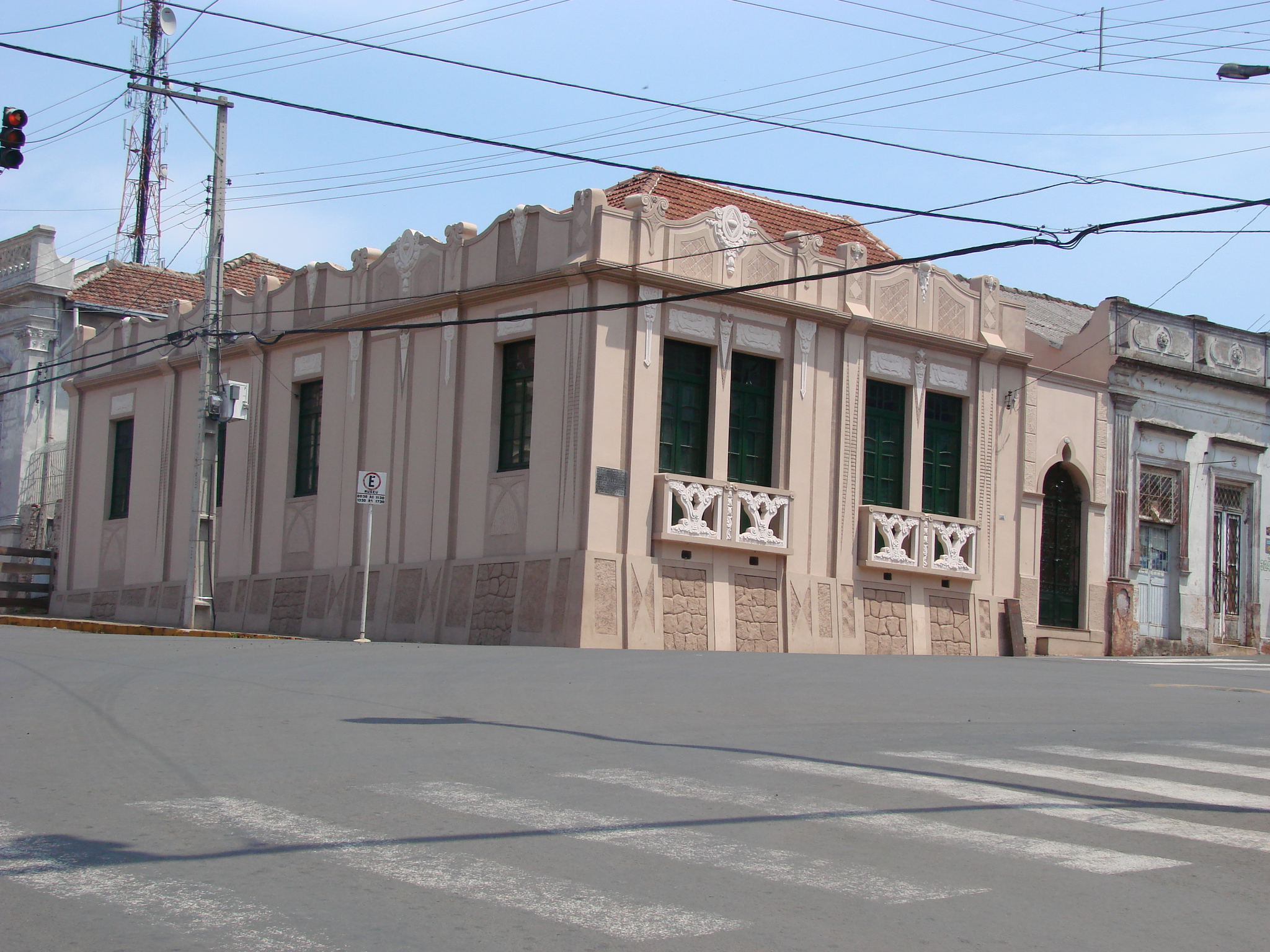
Museu Érico Veríssimo in Cruz Alta

Das Museu Érico Veríssimo in Cruz Alta, im brasilianischen Bundesstaat Rio Grande do Sul, ist ein Literaturmuseum für den hier geborenen Schriftsteller Érico Veríssimo.
Die Ausstellung in Veríssimos 1883 erbautem Geburtshaus zeigt persönliche Gegenstände, Bücher, Fotos und Manuskripte sowie eine komplette Sammlung seiner Werke. Außerdem enthält das Haus eine Forschungsstätte und ein kleines Auditorium für 35 Personen, in dem ein Dokumentarfilm über Veríssimos Leben und Werk gezeigt wird sowie kulturelle Veranstaltungen stattfinden. Betreut wird das Museum von der Stiftung Fundação Érico Veríssimo, die seit 1986 ihren Sitz in diesem Haus hat.

## Weblink
- Fundação Érico Veríssimo